# Tipula neutra
Tipula neutra är en tvåvingeart som beskrevs av Günther Theischinger 1982. Tipula neutra ingår i släktet Tipula och familjen storharkrankar. Inga underarter finns listade i Catalogue of Life.